# Kypärijärvi
Kypärijärvi är en sjö i kommunen Vichtis i landskapet Nyland i Finland. Sjön ligger 44,7 meter över havet. Arean är 52 hektar och strandlinjen är 5,31 kilometer lång. Sjön  ingår i Sjundeå å huvudavrinningsområde.   Den ligger omkring 35 km väster om Helsingfors. 
I sjön finns ön Tuusansaari. 